# Off Plus Camera 2014
Siódma edycja Międzynarodowego Festiwalu Kina Niezależnego Off Plus Camera odbyła się w dniach od 2 maja do 11 maja 2014 roku.
W programie festiwalowym znalazło się 98 filmów i 58 serialowych odcinków. Pokazy wyświetlono w sześciu kinach: Kino Kijów, Kino Mikro, Krakowskie Centrum Kinowe ARS, Małopolski Ogród Sztuki, Kino Agrafka. W ramach „Dachowania w Krakowie” projekcje zorganizowano na dachach kamienic znajdujących się na ul. Pijarskiej oraz przy alei Juliusza Słowackiego. Seanse odbyły się również na barce w trakcie rejsu po Wiśle do Tyńca.

W drugiej edycji projektu „Off Plus Camera w Twoim mieście” w jedenastu miastach Małopolski pokazano wybrane tytuły z programu.

Specjalne pokazy filmowe przygotowano dla rodziców z dziećmi, w ramach cyklu „Off Family”.
W ciągu 10 dni trwania festiwalu wykorzystano 32 tysiące biletów, a lista zaproszonych gości, związanych z wyświetlanymi filmami, liczyła około 350 osób.
Po raz pierwszy zorganizowano zamknięty projekt dotyczący mody – „Sezon na OFF: SHOWROOM”. Zaprezentowano w nim sześć polskich marek odzieżowych.
Podczas „Festiwalu Off Plus Camera” zrealizowano cykl wydarzeń branżowych przeznaczonych dla profesjonalistów w ramach „Akademii Off Camera Pro Industry”, na którą złożyły się panele dyskusyjne, warsztaty i wykłady. Dla producentów przeznaczono inicjatywę „1:1”, w której zagraniczni eksperci poddawali ocenie projekty będące w fazie realizacji.
Centrum festiwalowe powstało w Pałacu pod Baranami, a Centrum Informacji Festiwalowej na Rynku Głównym.

## Historia
W styczniu przeprowadzono nabór produkcji do sekcji konkursowych. W lutym zakończono przyjmowanie scenariuszy pełnometrażowych filmów fabularnych na Script Pro 2014. 23 lutego otworzono rekrutację do siódmej edycji konkursu dla twórców nieprofesjonalnych „Bierzcie i kręćcie”, odbywającego się w ramach wydarzeń towarzyszących.
W marcu spośród ponad 1600 zgłoszeń wybrano 380 wolontariuszy, którzy w trakcie festiwalu pracowali w dziesięciu działach organizacyjnych. 13 marca ujawniono pierwsze sekcje, będące debiutem programowym. Od 25 marca przedstawiano oficjalne zapowiedzi poszczególnych działów programowych.
Po raz pierwszy Krajowa Izba Producentów Audiowizualnych ufundowała nagrodę dla najlepszego debiutu producenckiego. 10 kwietnia ujawniono polski skład wykonawców w ramach „Off Sceny”. Festiwalowy kalendarz z pełnym programem i możliwością zakupu biletów na seanse oddano 20 kwietnia.

## Skład jury
| Konkurs główny - Jerzy Stuhr – przewodniczący - Parker Posey - Mike Newell - Joan Allen - Juliet Taylor | Konkurs Polskich Filmów Fabularnych - Kim Cattrall – przewodnicząca - Bahman Ghobadi - Mark Adams - Kim Yutani | FIPRESCI - Paweł Mossakowski - Győző Mátyás - Clementine van Wijngaarden |

## Konkurs główny „Wytyczanie drogi”
Pokazy prezentowane w Krakowskim Centrum Kinowym ARS.
| Polski tytuł        | Oryginalny tytuł     | Reżyseria              | Kraj produkcji |
| ------------------- | -------------------- | ---------------------- | -------------- |
| 52 wtorki           | 52 Tuesdays          | Sophie Hyde            |                |
| Ślepowidzenie       | Blind                | Eskil Vogt             |                |
| Panny młode         | Patardzlebi          | Tinatin Kajrishvili    |                |
| Ugryź mnie!         | Neposlusni           | Mina Djukic            |                |
| Chłopaki ze Wschodu | Eastern Boys         | Robin Campillo         |                |
| -                   | Gabrielle            | Louise Archambaul      |                |
| Hardkor Disko       | -                    | Krzysztof Skonieczny   |                |
| -                   | Mother of George     | Andrew Dosunmu         |                |
| -                   | She’s Lost Control   | Anja Marquardt         |                |
| Coś musi się stać   | Something Must Break | Ester Martin Bergsmark |                |
| -                   | Viktoria             | Maya Vitkowa           |                |
| Wilgotne miejsca    | Feuchtgebiete        | David Wnendt           |                |

## Konkurs Polskich Filmów Fabularnych
Pokazy prezentowane w Krakowskim Centrum Kinowym ARS.
| Polski tytuł        | Oryginalny tytuł   | Reżyseria                           | Kraj produkcji |
| ------------------- | ------------------ | ----------------------------------- | -------------- |
| Chce się żyć        | -                  | Maciej Pieprzyca                    |                |
| Gang Rosenthala     | Closer to the Moon | Nae Caranfil                        |                |
| Ida                 | -                  | Paweł Pawlikowski                   |                |
| Jaskółka            | -                  | Bartosz Warwas                      |                |
| Kamienie na szaniec | -                  | Robert Gliński                      |                |
| Obietnica           | -                  | Anna Kazejak                        |                |
| Papusza             | -                  | Krzysztof Krauze, Joanna Kos-Krauze |                |
| Płynące wieżowce    | -                  | Tomasz Wasilewski                   |                |
| Pod Mocnym Aniołem  | -                  | Wojciech Smarzowski                 |                |
| Zaślepiona          | -                  | Katarzyna Klimkiewicz               |                |

## Laureaci
- Krakowska Nagroda Filmowa – Chłopaki ze Wschodu w reżyserii Robina Campillo
- Wyróżnienia dla aktorów – Carla Juri za rolę w filmie Wilgotne miejsca oraz Marius Kolbenstvedt za rolę w filmie Ślepowidzenie
- Polski Noble Filmowy – Ida w reżyserii Pawła Pawlikowskiego
- Specjalne wyróżnienie – Papusza w reżyserii Joanny Kos-Krauze i Krzysztofa Krauzego
- Nagroda dla najlepszej aktorki – Dorota Kolak za rolę w filmie Chce się żyć
- Nagroda dla najlepszego aktora – Mateusz Banasiuk za rolę w filmie Płynące wieżowce
- Nagroda FIPRESCI – Ślepowidzenie w reżyserii Eskila Vogta
- Nagroda jury młodzieżowego – Viktoria w reżyserii Mai Vitkovej
- Nagroda Publiczności – Wilgotne miejsca w reżyserii Davida Wnendta
- Nagroda „Pod Prąd” – Benedict Cumberbatch
- Nagroda dla najlepszego producenta – Olga Bieniek i Mirosław Piepka za film Układ zamknięty w reżyserii Ryszarda Bugajskiego
- Wyróżnienie honorowe – Piotr Kielar za film Miłość w reżyserii Filipa Dzierżawskiego

### Script Pro
- Nagroda Główna PKO Banku Polskiego – Bartosz M. Kowalski i Stanisław Warwas za scenariusz pod tytułem „Plac zabaw”
- Druga Nagroda PISF – Julia Kowalski za tekst „Zagubieni”
- Trzecia Nagroda PISF – Dominik Gąsiorowski i Bartosz Blaschke za scenariusz pod tytułem „Felicja i Jezus”
- Nagroda Specjalna Cinemax – Beata Waszkiewicz za scenariusz pod tytułem „Matka”

### Bierzcie i kręćcie
- Powrót do przeszłości – Plus – „Marlena” w reżyserii Rafała Małeckiego
- Różnica tkwi w szczegółach – Sony – „Open your eyes” w reżyserii Oskara Pospolitaka
- Zastrzyk adrenaliny – Lotto – „one love” w reżyserii Łukasza Kowalskiego
- Nagroda dodatkowa – „Biały lot” w reżyserii Szymona Jagodzkiego
- Relacja z wydarzenia – TVN24 – Michał Domachowski za „Rewolucję na Ukrainie”
- Allegro Short Film – Katarzyna Latos za „THE GAME MACHINE”
- Allegro Short Lab – Natalia Juszka za „Muzykę”

## Pozostałe sekcje

### Odkrycia
| Polski tytuł                                     | Oryginalny tytuł                                      | Reżyseria              | Kraj produkcji |
| ------------------------------------------------ | ----------------------------------------------------- | ---------------------- | -------------- |
| 10 000 km                                        | 10.000 KM                                             | Carlos Marques-Marcet  |                |
| Wydarzyło się w Teksasie                         | Ain’t Them Bodies Saints                              | David Lowery           |                |
| Babadook                                         | The Babadook                                          | Jennifer Kent          |                |
| Podłość                                          | Les salauds                                           | Claire Denis           |                |
| Braterstwo krwi                                  | Blood Brother                                         | Steve Hooker           |                |
| Kanibal                                          | Caníbal                                               | Manuel Martín Cuenca   |                |
| Zamek we Włoszech                                | Un château en Italie                                  | Valeria Bruni Tedeschi |                |
| -                                                | Grand Piano                                           | Eugenio Mira           |                |
| Weekend ostatniej szansy                         | Le Week-End                                           | Roger Michell          |                |
| O krok od sławy                                  | Twenty Feet from Stardom                              | Morgan Neville         |                |
| Stulatek, który wyskoczył przez okno i zniknął   | Hundraaringen som klev ut genom fönstret och försvann | Felix Herngren         |                |
| Tom                                              | Tom a la ferme                                        | Xavier Dolan           |                |
| Ścieżki                                          | Tracks                                                | John Curran            |                |
| -                                                | Vis-a-vis                                             | Nevio Marasović        |                |
| -                                                | War Story                                             | Mark Jackson           |                |
| Kiedy noc zapada nad Bukaresztem albo metabolizm | Când se lasa seara peste Bucuresti sau metabolism     | Corneliu Porumboiu     |                |
| Wypisz, wymaluj... miłość                        | Words and Pictures                                    | Fred Schepisi          |                |

### Festiwalowe hity
| Polski tytuł           | Oryginalny tytuł       | Reżyseria          | Kraj produkcji |
| ---------------------- | ---------------------- | ------------------ | -------------- |
| Big Sur                | Big Sur                | Michael Polish     |                |
| Fruitvale              | Fruitvale Station      | Ryan Coogler       |                |
| Gloria                 | Gloria                 | Sebastián Lelio    |                |
| Jeżeli nadejdzie jutro | How I Live Now         | Kevin Macdonald    |                |
| Złota klatka           | La jaula de oro        | Diego Quemada-Díez |                |
| Zakochany w śmierci    | Love Eternal           | Brendan Muldowney  |                |
| Jak nieznajomi         | Mistaken for Strangers | Tom Berninger      |                |

### Nadrabianie zaległości
| Polski tytuł              | Oryginalny tytuł             | Reżyseria            | Kraj produkcji |
| ------------------------- | ---------------------------- | -------------------- | -------------- |
| -                         | Everyday                     | Michael Winterbottom |                |
| Oko cyklonu               | The Eye of the Storm         | Fred Schepisi        |                |
| -                         | Inheritance                  | Hiam Abbass          |                |
| Uznany za fundamentalistę | The Reluctant Fundamentalist | Mira Nair            |                |
| Po maju                   | Après mai                    | Olivier Assayas      |                |
| -                         | The Summit                   | Nick Ryan            |                |
| To my, a to ja            | The We and the I             | Michel Gondry        |                |

### Amerykańscy niezależni
Przegląd tytułów zaliczanych do amerykańskiej sceny niezależnej, powstałych na przestrzeni dwóch minionych lat, ułożonych przez Trevora Grotha i Mike’a Planta, programerów Festiwalu Filmowego w Sundance.
| Polski tytuł      | Oryginalny tytuł      | Reżyseria                              | Kraj produkcji |
| ----------------- | --------------------- | -------------------------------------- | -------------- |
| -                 | Black Rock            | Katie Aselton                          |                |
| Godziny otwarcia  | Museum Hours          | Jem Cohen                              |                |
| Lewiatan          | Leviathan             | Lucien Castaing-Taylor, Verena Paravel |                |
| -                 | Newlyweeds            | Shaka King                             |                |
| -                 | The Rambler           | Calvin Reeder                          |                |
| -                 | Soft in the Head      | Nathan Silver                          |                |
| Oto Martin Bonner | This is Martin Bonner | Chad Hartigan                          |                |
| -                 | Willow Creek          | Bobcat Goldthwait                      |                |

### Raport mniejszości
| Polski tytuł    | Oryginalny tytuł                                                         | Reżyseria                     | Kraj produkcji |
| --------------- | ------------------------------------------------------------------------ | ----------------------------- | -------------- |
| W ślady Tillera | After Tiller                                                             | Martha Shane                  |                |
| Wielki dom      | Casa Grande                                                              | Fellipe Barbosa               |                |
| -               | Cloudburst                                                               | Thom Fitzgerald               |                |
| -               | It’s a Girl!                                                             | Evan Grae Davis               |                |
| -               | Pit Stop                                                                 | Yen Tan                       |                |
| Punkówa         | The Punk Singer                                                          | Sini Anderson                 |                |
| -               | Through a Lens Darkly: Black Photographers and the Emergence of a People | Thomas Allen Harris           |                |
| -               | We Were Here                                                             | David Weissman, Bill Weissman |                |
| -               | Who s Afraid of Vagina Wolf?                                             | Anna Margarita Albelo         |                |
| Wstrząs         | Concussion                                                               | Stacie Passon                 |                |

### Dorastając na opak
Autorska sekcja utworzona przez Grzegorza Stępniaka, koordynatora programowego Międzynarodowego Festiwalu Kina Niezależnego Off Plus Camera.
| Polski tytuł         | Oryginalny tytuł   | Reżyseria        | Kraj produkcji |
| -------------------- | ------------------ | ---------------- | -------------- |
| Zła fryzura          | Pelo malo          | Mariana Rondón   |                |
| -                    | Circumstance       | Maryam Keshavarz |                |
| Tosty po meksykańsku | Club Sándwich      | Fernando Eimbcke |                |
| -                    | G.B.F.             | Darren Stein     |                |
| Wiszący ogród        | The Hanging Garden | Thom Fitzgerald  |                |
| Zły dotyk            | Mysterious Skin    | Gregg Araki      |                |

### Eko/Ego
| Polski tytuł                          | Oryginalny tytuł           | Reżyseria              | Kraj produkcji |
| ------------------------------------- | -------------------------- | ---------------------- | -------------- |
| Grupa „Wschód”                        | The East                   | Zal Batmanglij         |                |
| -                                     | A Fierce Green Fire        | Mark Kitchell          |                |
| -                                     | Grand Central              | Rebecca Zlotowski      |                |
| -                                     | Greedy Lying Bastards      | Craig Scott Rosebraugh |                |
| Produkty – kto hoduje twoje jedzenie? | Ingredients                | Robert Bates           |                |
| Życie po Fukushimie                   | Futaba kara tooku hanarete | Atsushi Funahashi      |                |
| -                                     | Der Müll im Garten Eden    | Fatih Akın             |                |
| -                                     | Revolution                 | Rob Stewart            |                |

### Mały wielki ekran
Sekcja powstała przy współpracy z polskim oddziałem telewizji HBO. Po raz pierwszy na polskim festiwalu filmowym wyświetlono produkcje serialowe, które powstały dla telewizji.
| Polski tytuł | Oryginalny tytuł | Twórca                      | Kraj produkcji | Sezon      |
| ------------ | ---------------- | --------------------------- | -------------- | ---------- |
| Detektyw     | True Detective   | Nic Pizzolatto              |                | 1          |
| -            | Doll & Em        | Emily Mortimer, Dolly Wells |                | 1          |
| Dziewczyny   | Girls            | Lena Dunham                 |                | 1          |
| Gra o tron   | Game of Thrones  | David Benioff, D.B. Weiss   |                | 4 (4 odc.) |
| -            | Love/Hate        | Stephen Day                 |                | 1          |
| Prawo ulicy  | The Wire         | David Simon                 |                | 1          |
| -            | Southcliffe      | Sean Durkin                 |                | 1          |
| Spojrzenia   | Looking          | Michael Lannan              |                | 1          |

### Pokazy specjalne
| Polski tytuł               | Oryginalny tytuł                      | Reżyseria             | Kraj produkcji |
| -------------------------- | ------------------------------------- | --------------------- | -------------- |
| -                          | A Memoria que me Contam               | Lucia Murat           |                |
| Autor widmo                | The Ghost Writer                      | Roman Polański        |                |
| Lśnienie                   | The Shining                           | Stanley Kubrick       |                |
| Full Metal Jacket          | Full Metal Jacket                     | Stanley Kubrick       |                |
| Oczy szeroko zamknięte     | Eyes Wide Shut                        | Stanley Kubrick       |                |
| Być jak Stanley Kubrick    | Colour Me Kubrick: A True...ish Story | Brian W. Cook         |                |
| -                          | Little Favour                         | Patrick Viktor Monroe |                |
| Psie pole                  | -                                     | Lech Majewski         |                |
| Wałęsa. Człowiek z nadziei | -                                     | Andrzej Wajda         |                |
| Psy                        | -                                     | Władysław Pasikowski  |                |
| Pożądanie                  | Une rencontre                         | Lisa Azuelos          |                |
| Spis cudzołożnic           | -                                     | Jerzy Stuhr           |                |
| -                          | The Kid                               | Nick Moran            |                |

## Off Scena
Koncerty odbywały się w klubie festiwalowym „Lizard King” na ul. św. Tomasza.

- Jay Leighton
- Patrick The Pan
- The Golden Filter
- Baasch
- Grasscut
- The Natural Born Chillers
- DJ JensenJensen
- Vermones
- Włodzimierz „Kinior” Kiniorski & Yegor Zabelov
- Król
- The Awarians
- Bad Light District
- Babu Król
- Cinemon
- Peter Broderick
- L.Stadt
- The And
- Arms and Sleepers
- The Silver Owls
- Flunk
- Andrzej Smolik[21]
- Misia Furtak[22]